# Spatholobus
Spatholobus es un género de plantas con flores con 54 especies perteneciente a la familia Fabaceae. es originario de las regiones templadas de Asia.

## Especies seleccionadas
- Spatholobus acuminatus Benth.
- Spatholobus affinis
- Spatholobus africanus
- Spatholobus albus Wiriad. & Ridd.-Num.
- Spatholobus apoensis Elmer
- Spatholobus auricomus Ridd.-Num.
- Spatholobus auritus Ridd.-Num.
- Spatholobus biauritus C.F.Wei
- Spatholobus bracteolatus Prain
- Spatholobus crassifolius Benth.
- Spatholobus discolor C.F.Wei
- Spatholobus dubius Prain
- Spatholobus ferrugineus (Zoll. & Moritzi) Benth.
- Spatholobus gengmaensis C.F.Wei
- Spatholobus gyrocarpus Benth.
- Spatholobus harmandii Gagnep.
- Spatholobus hirsutus Wiriad. & Ridd.-Num.
- Spatholobus latibractea Ridd.-Num.
- Spatholobus latistipulus Merr.
- Spatholobus littoralis Hassk.
- Spatholobus macropterus Miq.
- Spatholobus maingayi Prain
- Spatholobus merguensis Prain
- Spatholobus multiflorus Wiriad. & Ridd.-Num.
- Spatholobus oblongifolius Merr.
- Spatholobus parviflorus (Roxb. ex G.Don) Kuntze
- Spatholobus persicinus Ridl.
- Spatholobus pottingeri Prain
- Spatholobus pulcher Dunn
- Spatholobus purpureus Benth. ex Baker
- Spatholobus ridleyi Prain
- Spatholobus sanguineus Elmer
- Spatholobus sinensis Chun & H.Y.Chen
- Spatholobus suberectus Dunn
- Spatholobus uniauritus C.F.Wei
- Spatholobus varians Dunn
- Spatholobus viridis Wiriad. & Ridd.-Num.